# 安博士
安博士（韓語：안랩），原名称安哲秀研究所（韓語：안철수연구소）是一家位于韩国的网络安全服务供应商，于1995年成立。2009年的营收额约695亿韩元，在韩国資訊安全业排名第一位。以计算机反病毒软件V3而为人熟知。건강보험자격득실확인서 발급 （页面存档备份，存于）